# 速やかな政策実現を求める有志議員の会

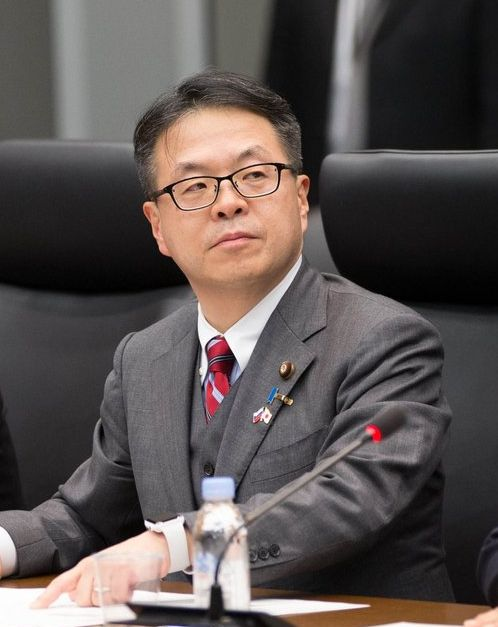
代表世話人・世耕弘成

速やかな政策実現を求める有志議員の会（すみやかなせいさくじつげんをもとめるゆうしぎいんのかい）は、日本の議員連盟。略称は速やか議連（すみやかぎれん）。

## 概要
自由民主党の中堅や若手の国会議員を中心に結成された議員連盟である。塩崎恭久、茂木敏充、世耕弘成の3名が、共同で代表世話人を務めている。麻生内閣の政策に批判的(麻生おろし)な議員が多く参加しており、経済政策を中心に組織的に異論を唱えている。
柴山昌彦が議連の会合で「我々の提言を党執行部にのませるのか。（執行部が）のまないなら（野党が衆院に提出する）内閣不信任案賛成までやるのか」と呼びかけるなど、麻生政権批判を鮮明にする参加者もいるが、代表世話人の塩崎は「倒閣運動ではないかという話も出ているが、そういうレベルの話ではない」としている。

## 政策
第170回国会への補正予算案提出
内閣総理大臣麻生太郎は2008年度第2次補正予算案提出を第171回国会に先送りすると表明したが、議連ではこの決定の撤回を求めている。2008年11月21日には、議連のメンバーが内閣官房長官河村建夫の下を訪れ、2008年度の第2次補正予算案を第170回国会に提出するよう要請した。また、その際に河村に手渡した申入書では、麻生内閣の政権運営を「結果の出ない政治」と評している。要請後の議連の会合でも、第170回国会への第2次補正予算案提出を求める意見が相次いだ。
日本郵政株売却凍結反対
日本郵政の株式売却の凍結案に反対の意向を示している。
失業者への住宅提供の推進
失業者支援の一環として、国家公務員住宅の緊急開放、総務省から地方公共団体に対する地方公務員住宅の提供要請、雇用・能力開発機構の雇用促進住宅など公的住宅の開放を主張しており、厚生労働大臣舛添要一に申し入れを行った。

## 影響
議連が補正予算案提出を前倒しするよう要請した件について、自由民主党税制調査会会長津島雄二が「敵（民主党）に塩を送るようなことをするなと注意した」と述べるなど批判的な意見も挙がっているが、一方では評価する意見も寄せられるなど、自由民主党内で賛否が分かれている。
自由民主党選挙対策副委員長菅義偉は、「倒閣や新党で動くなど、政権運営を妨げる行動があった場合、同志として一緒にやっていけるか、判断せざるを得ない」と述べ、党公認停止も辞さない考えを示した。代表世話人の塩崎恭久は、党内の状況を安政の大獄になぞらえ、議連に対する圧力は言論弾圧に該当すると主張した。

## 構成
議連の参加者は、2008年自由民主党総裁選挙で石原伸晃や小池百合子を支援した国会議員が多いものの、麻生太郎を支持した国会議員らも含まれている。当選回数が比較的少ない中堅議員や若手議員が中心だが、小泉政権、第1次安倍内閣、福田政権で国務大臣や内閣総理大臣補佐官、副大臣等の要職を務めた者も参加している。当初のメンバーは20名強だったが、2008年12月9日に開催された第2回会合には48名が参加した。

## 参加者の一覧
- 赤沢亮正
- 秋葉賢也
- 井澤京子
- 礒崎陽輔
- 伊藤達也
- 上野賢一郎
- 江﨑洋一郎
- 宇野治
- 遠藤利明
- 大塚高司

- 大村秀章
- 小野寺五典
- 梶山弘志
- 加藤勝信
- 上川陽子
- 亀岡偉民
- 岸信夫
- 木原誠二
- 木原稔
- 後藤茂之

- 佐藤ゆかり
- 塩崎恭久
- 柴山昌彦
- 島尻安伊子
- 新藤義孝
- 菅原一秀
- 関芳弘
- 世耕弘成
- 平将明
- 谷畑孝

- 谷本龍哉
- 田村耕太郎
- 土井真樹
- 西村明宏
- 西村康稔
- 萩生田光一
- 萩原誠司
- 原田憲治
- 平井卓也
- 福岡資麿

- 古川俊治
- 牧原秀樹
- 丸川珠代
- 水野賢一
- 御法川信英
- 茂木敏充
- 望月義夫
- 山内康一
- 山際大志郎
- 義家弘介

- 渡辺喜美